# Safran SA
Safran SA är en franskt verkstadsföretag, som bildades 2005 genom en fusion mellan den franska flygmotortillverkaren Snecma och Sagem.
År 2015 bildades ett joint venture, Airbus Safran Launchers, mellan Airbus och Safran. för att
utveckla rymdraketen Ariane 6 med mål att börja göra uppskjutningar under 2020-talet.
År 2018 köpte Safran Zodiac Aerospace med 32.500 anställda och en omsättning på 5,1 miljarder euro redovisningsåret 2016/2017.